# Combate de Angoteros de 1903
O combate de Angoteros foi um confronto armado ocorrido em 26 de junho de 1903 entre tropas do Peru e do Equador na região do rio Napo; originado pelo avanço de um destacamento equatoriano em território peruano. As tropas peruanas foram comandadas pelo Capitão Juan Chávez Valdivia e pelo alferes de fragata Oscar Mávila Ruiz. Este acontecimento reavivou a necessidade de chegar a um acordo, pelo que, em 16 de fevereiro de 1904, ambas as partes concordaram em continuar o julgamento arbitral perante o Rei de Espanha.
Outro incidente armado ocorreu pouco depois, desta vez em Torres Causana, em 28 de julho de 1904, onde mais uma vez os peruanos rechaçaram um avanço equatoriano em seu território.

## Antecedentes
Desde o início do século XX, a exploração na Amazônia peruana se difundiu. Durante estes acontecimentos, as fronteiras não estavam bem delimitadas, razão pela qual em diversas ocasiões houve disputas. Na região do rio Napo ocorreram confrontos fortuitos entre peruanos e equatorianos, sendo os últimos rechaçados.
No noroeste, após uma histórica reivindicação equatoriana sobre a Amazônia pela antiga Intendência de Maynas e o antecedente na guerra de 1858-1860 com aquele país, o chanceler peruano Felipe de Osma y Pardo, em 1901, recomendou a “resistência armada” diante da efetiva tentativa de invasão do departamento de Loreto pelo Equador.
Depois de 23 de fevereiro de 1901, o governo equatoriano emitiu um decreto pelo qual fundou pequenas alfândegas e duas prefeituras nos rios Napo e Aguarico, um setor peruano segundo a linha do status quo de 1887.
Enquanto isso, em Quito, o Ministro das Relações Exteriores do Equador, Abelardo Moncayo, levantou em 1901 a tese do status quo nos territórios em disputa com o Peru e como não foi refutada pelo plenipotenciário peruano em Quito, esta nota foi posteriormente considerada um argumento favorável à fórmula equatoriana. Uma mudança nas comunicações em abril, julho e agosto de 1902 levou ao acordo de que as forças equatorianas que ocupavam temporariamente a foz do Aguarico não avançariam em direção ao Napo. Isto não significou que os confrontos fronteiriços tenham sido evitados.

## Combate
Em 26 de junho de 1903 ocorreu o combate, onde as tropas equatorianas haviam se deslocado de sua localização em Aguarico, atravessando o rio Napo. O então capitão Juan Francisco Chávez Valdivia e com um pequeno destacamento a bordo do barco “Cahuapanas”, comandado pelo alferes da fragata Oscar Mávila Ruiz (posteriormente promovido a major e tenente respectivamente), chegou ao local e pediu às tropas equatorianas que desocupassem o referido território, recebendo em resposta fogo inimigo. O capitão Chávez Valdivia procedeu a expulsão, dispersando as tropas equatorianas na floresta, após causar perdas em homens, armamentos, tomar prisioneiros e cujo culminar foi o suicídio do seu líder, o major Eduardo Bermúdez. Após o confronto, as tropas peruanas estabeleceram sua guarnição no setor denominado “Torres Causana”.

## Consequências
Estes acontecimentos motivaram a assinatura do Protocolo Pardo-Aguirre em 21 de janeiro de 1904 e do subsequente Protocolo Cornejo-Valverde em 19 de fevereiro do mesmo ano, através dos quais ambos os países ambos os países concordaram em submeter o conflito a um agente de arbitragem, que seria a Espanha que, aceitando, nomeou o literato Don Ramón Menéndez Pidal como Comissário Régio que após receber os relatórios do corpo técnico de geógrafos e historiadores, preparou a decisão final que deveria ser levada ao conhecimento do rei de Espanha; porém antes que isso acontecesse, ocorreram manifestações violentas em Quito e Guayaquil, com expressões de hostilidade ao Peru. O governo peruano ficou indignado e preparou um exército de 20 mil homens.